# Eskalacja konfliktu
Eskalacja konfliktu – sytuacja, w której silne stany emocjonalne oraz chęć zwycięstwa zaczynają dominować w sytuacji konfliktowej, powodując uczucie wzajemnej wrogości stron wobec siebie. Strony przestają się skupiać na źródle konfliktu, a zaczynają przybierać względem siebie bardzo silną postawę antagonistyczną.

## Etapy eskalacji konfliktu

### Etap I (Istnienie konfliktu)
W pierwszym etapie konflikt zaczyna się rozwijać. Ma miejsce różnica opinii, interesów, wartości lub celów między dwiema lub więcej stronami. Może to być spowodowane różnymi interpretacjami sytuacji, rywalizacją o zasoby lub konfliktem personelu. Na tym etapie konflikty mogą być subtelne i niewidoczne dla innych.

### Etap II (Eskalacja konfliktu)
W fazie drugim konflikty zaczynają się nasilać i stają się bardziej widoczne. Wszystkie strony konfliktu zaczęły bardziej otwarcie wyrażać swoje różnice i negatywne opinie. Można to wyrazić poprzez kłótnię, krytykę, niechęć lub konfrontację. Na tym etapie konflikt może przenieść się na inne obszary życia i wpłynąć na związek.

### Etap III (Identyfikacja stron konfliktu)
W fazie 3 strony konfliktu stają się bardziej świadome swojej przynależności i postrzegają siebie jako uczestników konfliktu. Mogą tworzyć grupy lub sojusze, aby zwiększyć swoją władzę i zasoby. Na tym etapie konfliktu obie strony mogą uciekać się do stereotypów lub uproszczeń, aby określić siebie i drugą stronę.

### Etap IV (Eksploracja i negocjacje)
W czwartym etapie strony konfliktu zaczynają badać możliwości rozwiązania konfliktu. Mogą one obejmować otwartą komunikację, negocjacje lub mediacje. Na tym etapie konfliktu obie strony starają się zrozumieć punkt widzenia i interesy drugiej strony

### Etap V  (Tworzenie rozwiązań)
W fazie piątej strony konfliktu koncentrują się na opracowaniu konkretnych rozwiązań, które mogą zakończyć konflikt. Podejmują się kompromisu, arbitrażu lub mediacji, aby znaleźć rozwiązanie satysfakcjonujące wszystkie strony. Na tym etapie konfliktu wszystkie strony walczą o opracowanie planu działania i zobowiązanie się do jego realizacji.

### Etap VI (Eskalacja do groźby i odwetu)
W fazie szóstej konflikt wkracza w bardziej niebezpieczną fazę. Wszystkie strony konfliktu są zaniepokojone eskalacją gróźb i represji. Całkowicie zrezygnowano z rozwiązywania konfliktów na drodze dialogu i kompromisu. Zamiast tego każda ze stron stara się wyrządzić drugiej stronie jak najwięcej krzywdy, stosując różne formy agresji. Na tym etapie konfliktu obie strony są przekonane, że są ofiarami, a ich działania są reakcją na działania drugiej strony.

### Etap VII (Zerwanie relacji)
Na etapie siódnym konflikt dochodzi do punktu, w którym związek zostaje całkowicie zniszczony. Obie strony przestały się ze sobą komunikować i zdystansowały się od siebie. Każda próba osiągnięcia porozumienia lub ugody zostanie odrzucona. Na tym etapie konfliktu obie strony tracą nadzieję na ożywienie związku i skupiają się wyłącznie na realizacji własnych celów.

### Etap VIII (Dehumanizacja i nienawiść)
Na etapie ósmym konflikt osiąga punkt, w którym obie strony odczłowieczają się nawzajem i żywią głęboką nienawiść. Każda ze stron postrzega drugą jako wroga, którego należy wyeliminować. Na tym etapie konfliktu obie strony wykorzystują wszelkie dostępne środki, aby upokorzyć i poniżyć drugą stronę. Mogą wykorzystywać propagandę, dezinformację, prześladowania oraz przemoc fizyczną i psychiczną, aby osiągnąć swoje cele.

### Etap IX (Samozagłada i zniszczenie)
W fazie dziewiątej konflikt osiąga najbardziej destrukcyjną fazę. Obie strony są gotowe do podjęcia ekstremalnych środków w celu wzajemnego zniszczenia. Mogą to być działania militarne, terroryzm, ludobójstwo lub inne formy ekstremalnej przemocy. W tej fazie konfliktu obie strony są zdeterminowane, by walczyć do ostatniego tchnienia, bez względu na koszty. Celem jest całkowite zniszczenie przeciwnika i zwycięstwo.